# 臺灣港務股份有限公司基隆港務分公司
臺灣港務股份有限公司基隆港務分公司（簡稱基隆港務分公司）是臺灣港務公司的分支機構，前身為1943年成立的基隆港務局，2012年3月1日隨著中華民國政府的航港體制改革而公司化為今制。現除經營基隆港外，亦經營台北港、蘇澳港等台灣北部之商港。

## 沿革
日治時期，日本當局在基隆港所在的台北州設立「港務部」，做為基隆港的營運機關，並由台灣總督府交通局海務部監督。1943年，當時台灣處於戰時體制，日本當局為統一港口的管理事宜，成立直屬於台灣總督府的基隆港務局，將港口管理的事權統合起來。
1945年，台灣進入中華民國時期，中華民國政府維持基隆港務局的機關建制，並將其先後配署於台灣省行政長官公署與臺灣省政府交通處之下，成為臺灣省的省營事業機構之一。1998年精省後，基隆港務局連同其他3個台灣省營的港務局改隸中央（交通部）管轄。
為了強化台灣港口的競爭力，中華民國交通部實施「政企分離」的航港體制改革，將原由各港務局掌管的港埠經營、以及航務之政府管理事務，分由國營的臺灣港務公司、以及交通部航港局來施行。依此措施，基隆港務局在2012年3月1日改制為「臺灣港務股份有限公司基隆港務分公司」。
基隆港務分公司除了港埠的經營外，亦從事港區聯外公路的興建，如基隆港西岸、東岸聯外道路，以及已改建的舊西岸高架橋等。

## 組織

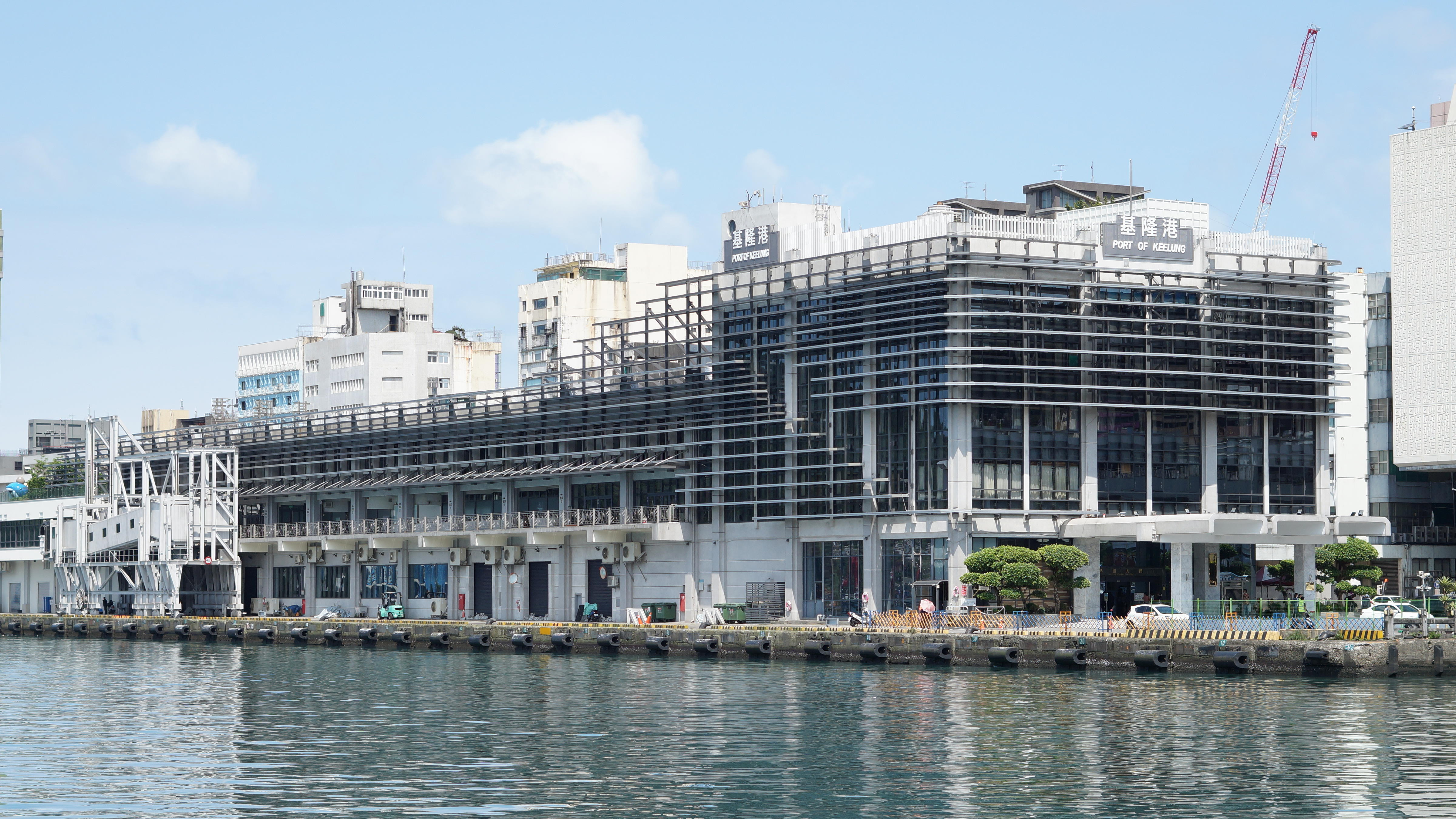
基港大樓

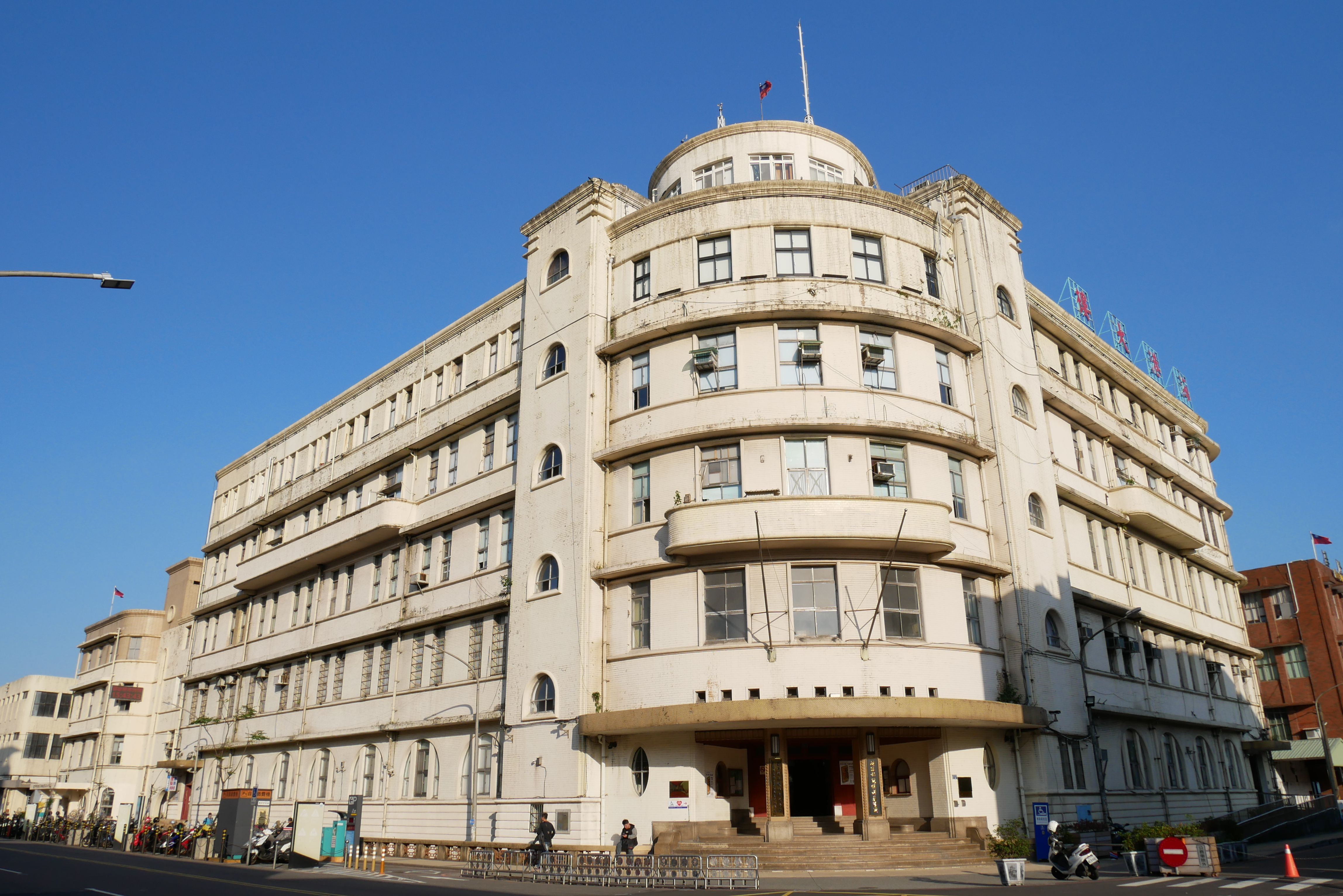
海港大樓

- 總經理
  - 副總經理
    - 港務長
    - 主任秘書
    - 總工程司
      - 副總工程司

### 一級單位
- 港務處
- 棧埠事業處
- 資訊處
- 維護管理處(原船機處)
- 工程處
- 職業安全衛生處(原勞安處)
- 人事處
- 政風處
- 會計處
- 秘書處

### 指揮機構
下列機構不屬於交通部航港局或基隆港務分公司，但於執行港務法令時兼受交通部航港局之指揮及監督。
- 內政部警政署基隆港務警察總隊
- 內政部消防署基隆港務消防隊

## 辦公廳舍
基隆港務分公司共有基港大樓、海港大樓2個辦公廳舍，分別位於基隆港西岸與東岸。
- 基港大樓（基隆市中正區中正路1號） - 公司登記地址與主要行政單位所在，同時做為東岸客運大廈使用。
- 海港大樓（基隆市仁愛區港西街6號） - 第二辦公區，與交通部航港局北部航務中心、財政部關務署基隆關、交通部中央氣象署基隆氣象站等機關合署辦公，是基隆港務分公司最早使用的辦公廳舍。

## 外部連結
- 臺灣港務股份有限公司基隆港務分公司[]
- 台灣公司資料 （页面存档备份，存于）
- 臺灣港務股份有限公司基隆港務分公司的Facebook專頁
- Cruise Keelung 基隆港旅客服務的Facebook專頁